# 8203 Jogolehmann
8203 Jogolehmann è un asteroide della fascia principale. Scoperto nel 1994, presenta un'orbita caratterizzata da un semiasse maggiore pari a 3,1473769 UA e da un'eccentricità di 0,1282709, inclinata di 5,08125° rispetto all'eclittica.